# Женская сборная Боливии по волейболу
Женская национальная сборная Боливии по волейболу (исп. Selección femenina de voleibol de Bolivia) — представляет Боливию на международных волейбольных соревнованиях. Управляющей организацией выступает Боливийская федерация волейбола (исп. Federación Boliviana de Voleibol).

## История
Волейбол в Боливии появился в 1941 году. В 1948 была образована Боливийская федерация волейбола. В ФИВБ она вступила в 1966 году — последней из испано- и португалоязычных стран Южной Америки.
В 1971 женская сборная Боливии впервые приняла участие в чемпионате Южной Америки, проходившем в Уругвае. Дебют оказался неудачным — 7 поражений в 7 матчах и последнее — 8-е — место. Всего же боливийские волейболистки участвовали лишь в восьми континентальных первенствах. Лучшего результата добились в турнире 1977 года, заняв 5-е место среди 8 сборных.
Трижды сборная Боливии принимала участие в отборочных турнирах чемпионатов мира и один раз — в олимпийской квалификации, но каждый раз была далека от попадания на эти крупнейшие международные волейбольные соревнования.
Несмотря на скромный потенциал, женская сборная Боливии имеет медальные достижения, но связаны они только с волейбольными турнирами Южноамериканских и Боливарианских игр, хотя ведущие волейбольные державы континента на этих соревнованиях зачастую выставляют юниорские составы. В 1978 на проходивших в Боливии Южноамериканских играх волейболистки страны-организатора выиграли золотые медали, хотя в соперницах у них была лишь одна команда — сборная Парагвая. Дважды женская команда Боливии становилась призёром Боливарианских игр.

## Результаты выступлений и составы

### Олимпийские игры
Сборная Боливии принимала участие только в одном отборочном олимпийском турнире.
- 2008 — не квалифицировалась
- 2008 (квалификация): Ваня Антесана, Фариде Касерес, Памела Дуран, Андреа Торрес, Алехандра Мерувия, Патрисия Кроне, ...

### Чемпионаты мира
В квалификации чемпионатов мира 1952—1986 сборная Боливии участия не принимала.
- 1990 — не квалифицировалась
- 1994 — не квалифицировалась
- 1998 — не участвовала
- 2002 — не участвовала
- 2006 — не участвовала
- 2010 — не квалифицировалась
- 2014 — не участвовала
- 2018 — не участвовала
- 2022 — не участвовала
- 2010 (квалификация): Патрисия Кроне, Элиана Гуарачи Моралес, Стефани Барба Фальч, Ваня Антесана Эскалера, Ана Варгас Теран, Лесли Тарки Санхинес, Соня Наэра, Патрисия Касерес. Тренер — Хосе Алехандро Гонсалес Кирога.

### Чемпионаты Южной Америки
| - 1951 — не участвовала - 1956 — не участвовала - 1958 — не участвовала - 1961 — не участвовала - 1962 — не участвовала - 1964 — не участвовала - 1967 — не участвовала - 1969 — не участвовала - 1971 — 8-е место - 1973 — не участвовала - 1975 — не участвовала - 1977 — 5-е место - 1979 — не участвовала - 1981 — не участвовала - 1983 — не участвовала - 1985 — не участвовала - 1987 — не участвовала - 1989 — не участвовала | - 1991 — не квалифицировалась - 1993 — не участвовала - 1995 — не участвовала - 1997 — не квалифицировалась - 1999 — не участвовала - 2001 — не квалифицировалась - 2003 — не квалифицировалась - 2005 — 6-е место - 2007 — не участвовала - 2009 — не участвовала - 2011 — не участвовала - 2013 — не участвовала - 2015 — не участвовала - 2017 — не участвовала - 2019 — 6-е место - 2021 — не участвовала - 2023 — не участвовала |

- 1971: Росарио Барренечеа, Сильвия Пеналоса, Хильда Наварро, Соня Сальватьерра, Марта Гандарильяс, Ана Мария Гандарильяс, Соня Грахеда, Глория Пинто.
- 2019: Клаудия Пависич Антесана, Карла Вальда Трухильо, Николь Товар Передо, Николь Родригес де ла Роча, Даниэла Даса Бакарреса, Надия Инохоса Кирога, Мишель Санчес Андия, Анахи Ледесма Кесада, Фабиана Ирахола Мурильо, Мелисса Арандо Эспехо, Мария Рене Гойтия Гумучо, Ана Карола Гусман Сабалога, Алехандра Оссио Угарте, Адриана Вильярроэль Мехия. Тренер — Алехандро Хименес.

### Южноамериканские игры
- 1978 —  1-е место
- 1982 — ?
- 2010 — не участвовала
- 2014 — не участвовала
- 2018 — 4-е место
- 2022 — 5-е место

### Боливарианские игры
- 1973 —  2-е место
- 1977—1997 — ?
- 2005 — не участвовала
- 2009 —  3-е место
- 2013 — 5-е место

## Состав
Сборная Боливии на Южноамериканских играх 2022.
| №  | Имя, фамилия               | Год рождения | Рост | Амплуа      | Клуб                         |
| -- | -------------------------- | ------------ | ---- | ----------- | ---------------------------- |
| 1  | Мариэль Торрес Суарес      | 1992         | 162  | связующая   | «Сан-Мартин» Кочабамба       |
| 3  | Галия Фриас Кабрера        | 1999         | 171  | связующая   | «Альберт Эйнштейн» Кочабамба |
| 4  | Паола Эспионоса Сехас      | 1996         | 174  | нападающая  | «Альберт Эйнштейн» Кочабамба |
| 5  | Эстефани Патиньо Боса      | 2001         | 170  | нападающая  | «Сан-Мартин» Кочабамба       |
| 6  | Мариэлитас Гальехас        | 1998         | 170  | центральная | «Альберт Эйнштейн» Кочабамба |
| 7  | Карла Вальда Трухильо      | 1994         | 173  | нападающая  | «Сан-Мартин» Кочабамба       |
| 9  | Мария Рене Гойтия Гумучо   | 1992         | 177  | центральная | «Сан-Мартин» Кочабамба       |
| 11 | Мелисса Арандо Эспехо      | 1997         | 175  | центральная | Боливия                      |
| 12 | Лесли Тарки Санхинес       | 1990         | 175  | нападающая  | Боливия                      |
| 14 | Мариана Кирога Турдера     | 1996         | 174  | нападающая  | «Сан-Мартин» Кочабамба       |
| 17 | Николь Родригес де ла Роча | 1999         | 177  | либеро      | «Боливиана» Ла-Пас           |
| 19 | Майтте Ледесма Террасас    | 2001         | 157  | либеро      | «Сан-Мартин» Кочабамба       |

- Главный тренер — Диего Хустиниано.
- Тренер — Омар Эспехо.